# Ramón Lobo
Pour les articles homonymes, voir Lobo.
Ramón Lobo est un professeur, économiste et homme politique vénézuélien, né à La Azulita le 24 avril 1967. Ancien député de 2011 à 2017, a été ministre de l'Économie et des Finances du 4 janvier 2017 au 26 octobre 2017.
Le 26 octobre 2017, après sa nomination à la tête de la Banque centrale du Venezuela, Simón Zerpa lui succède à la tête du ministère.